# Michał Barta

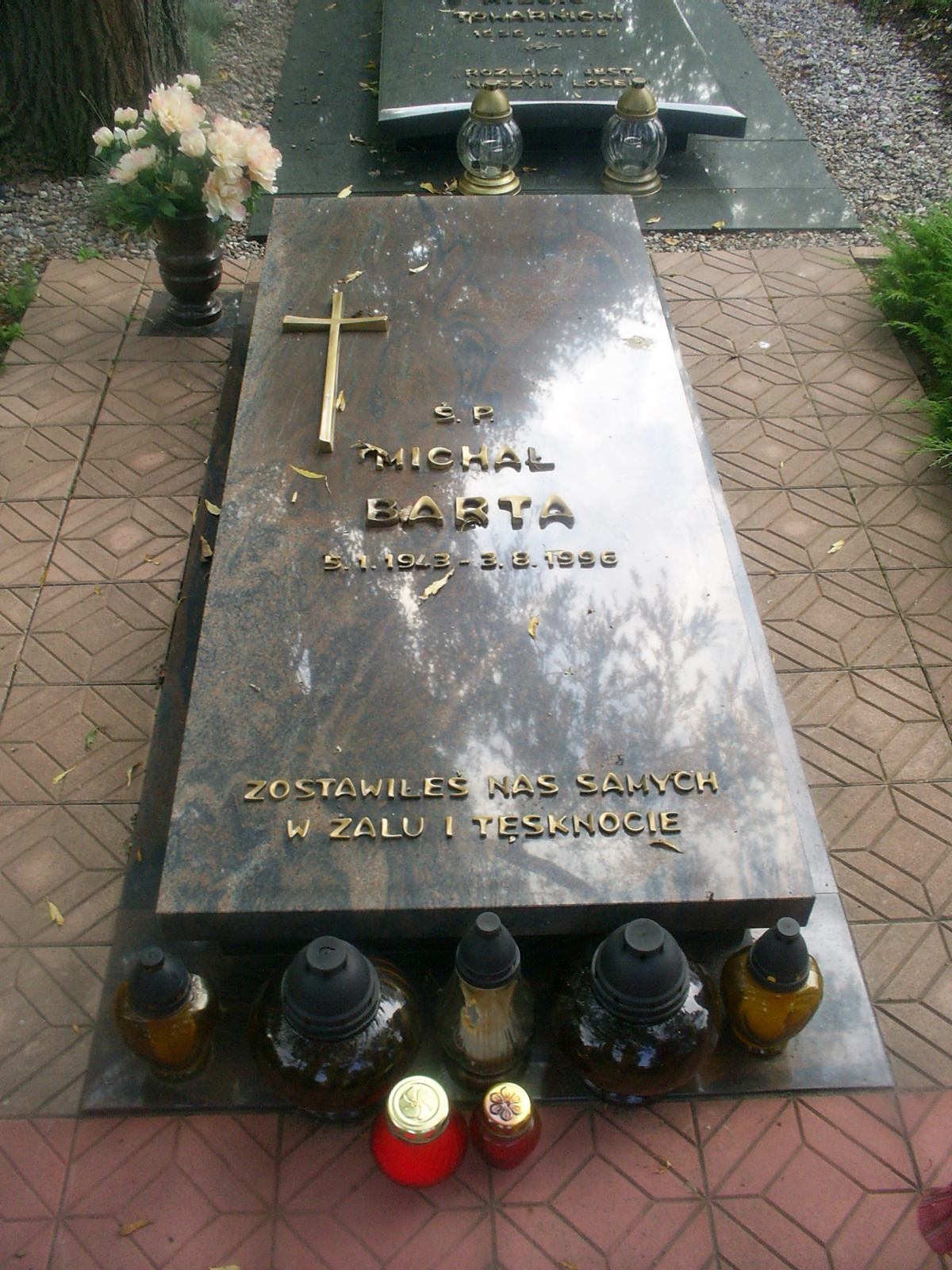
Grób Michała Barty

Michał Barta (ur. 5 stycznia 1943, zm. 3 sierpnia 1996 w Kołobrzegu) – polski lekkoatleta specjalizujący się w rzucie oszczepem, trener lekkoatletyczny.
Karierę sportową zaczął w roku 1959. Czterokrotny finalista mistrzostw Polski. Bronił barw klubów: MKS Szczecinek (1959–1961), LZS Kołobrzeg (1962–1964]), Żagiel Koszalin (1965–1969), Piast Słupsk (1970), Iskra Białogard (1971–1972) i Kotwicy Kołobrzeg (od 1973). Rekord życiowy: 73,46 m (16 października 1966, Stargard Szczeciński). Wówczas był to 7. wynik w kraju w sezonie. Rzucać przestał w roku 1979. Po zakończeniu kariery pracował jako nauczyciel w kołobrzeskim Liceum im. Mikołaja Kopernika. Trener polskich oszczepników: Dariusza Trafasa i Mirosława Szybowskiego. Wychowawca wielu medalistów juniorskich mistrzostw Polski. Twórca „kołobrzeskiej szkoły oszczepu”. Od 1999 roku na stadionie lekkoatletycznym przy liceum w Kołobrzegu odbywa się Memoriał Michała Barty – mityng lekkoatletyczny, w którym startują czołowi polscy oszczepnicy.
Zmarł nagle podczas trwania Igrzysk Olimpijskich w Atlancie. Został pochowany na cmentarzu komunalnym w Kołobrzegu.

## Progresja wyników
| Rok           | 1959  | 1960  | 1961  | 1962  | 1963  | 1964  | 1965  | 1966  | 1967  | 1968  | 1969  | 1970  | 1971  | 1972  | 1973  | 1974  | 1975  | 1976  | 1977 | 1978  | 1979  |
| Odległość (m) | 51,91 | 58,35 | 61,92 | 65,68 | 66,28 | 65,10 | 71,04 | 73,46 | 70,74 | 71,12 | 70,46 | 69,26 | 68,70 | 71,66 | 71,20 | 68,28 | 65,12 | 69,36 |      | 65,74 | 63,10 |